# Görög bizánci katolikus egyház
A görög bizánci katolikus egyház teljes egységben áll a római katolikus egyházzal, amely felhasználja a bizánci liturgiát. Koiné és modern görög nyelven folyik a szertartása.

## Története
Az 1274-es második lyoni zsinat és az 1439-es bázel–ferrara–firenzei zsinat megkísérelte helyrehozni a kelet–nyugati egyházszakadást a görög és a latin keresztények között. A török uralom alatt voltak görögkatolikusok, akik közeledtek Rómához. A bizánci rítust folytató katolikusok az 1880-as évek után építették első templomaikat, Malgara és Thrace településeken. Izajás Papadopoulosz – aki a thracei templomot építette – 1911-ben megkapta a püspöki felajánlást, és rábízták alapítsa meg a bizánci rítusú görögkatolikusok egyházát.
Az első világháború után kialakult görög–török viszály jelentősen csökkentette a görögkatolikusok számát. 2002-ben körülbelül 5000 főt számoltak össze. Jelenlegi kinevezett püspök-exarchája Manuel Nin O.S.B.

## Fordítás
- Ez a szócikk részben vagy egészben  a   Greek Byzantine Catholic Church című angol Wikipédia-szócikk fordításán alapul.  Az eredeti cikk szerkesztőit annak laptörténete sorolja fel. Ez a jelzés csupán a megfogalmazás eredetét és a szerzői jogokat jelzi, nem szolgál a cikkben szereplő információk forrásmegjelöléseként.